# Sant Esteve de Granollers
|  | Aquest article tracta sobre l'església al municipi de Granollers al Vallès. Si cerqueu l'església al municipi de Granollers de la Plana a Osona, vegeu «Sant Esteve de Granollers de la Plana». |

Sant Esteve de Granollers és una església parroquial d’origen medieval però totalment reconstruïda a la dècada de 1940, de manera que el campanar és l'únic vestigi que queda de l'edifici del segle xv. És al centre del municipi de Granollers (Vallès Oriental) i és una obra inclosa en l'Inventari del Patrimoni Arquitectònic de Catalunya.

## Descripció

### Església
Cal distingir quatre etapes estilístiques en la història de la construcció: la preromànica, la romànica del segle xii, la gòtica del segle xv i la moderna del 1946, que continua un llenguatge neogòtic. De les dues primeres esglésies no se'n conserva res, mentre que de la gòtica en resta el campanar. Per la part de l'exterior hi ha l'absis poligonal, la nau central (construïda amb formigó armat, paredat i maó) i grans finestrals- vidrieres. Per la part interior, tenim tres naus (la central, molt àmplia, i les laterals, molt estretes), cinc finestrals amb tres rosetons i la volta de creueria amb clau al centre.
La nau central té cinc trams de volta sobre arcs de formigó apuntats, mentre que les laterals corresponen a un baix cor allargat damunt d'elles. Es té constància també d'un gran rosetó modern als peus de l'església.
L'Església actual consta de diverses capelles laterals: començant per l'esquerra i ubicada a l'entrada del temple, hi ha la capella del Crist de Granollers, de Josep Lluís Arimany, on hi ha exposat el quadre que el reconegut pintor Granollerí va donar a l'Església l'any 1995. Seguint el mateix ordre, hi ha la capella de la Mare de Déu de la Salut, patrona de la Diòcesi de Terrassa i a on hi resten enterrades les restes de Jaume Traserra i Cunillera, la de la Mare de Déu del Carme i la de Sant Antoni, entre d'altres.
El campanar té tres cossos: el primer, quadrat de paredat; una senzilla cornisa entre aquest i el segon. El segon és octogonal de paredat, amb una gàrgola a la part nord i una altra cornisa entre aquest i el següent cos. El tercer és octogonal, de carreu. Té vuit forats per a les campanes, arcs molt apuntats, decorats amb el timpà de trepanats i trilobulats. Al peu de la torre hi ha restes de l'arquivolta de l'antiga portada romànica.

### Campanar

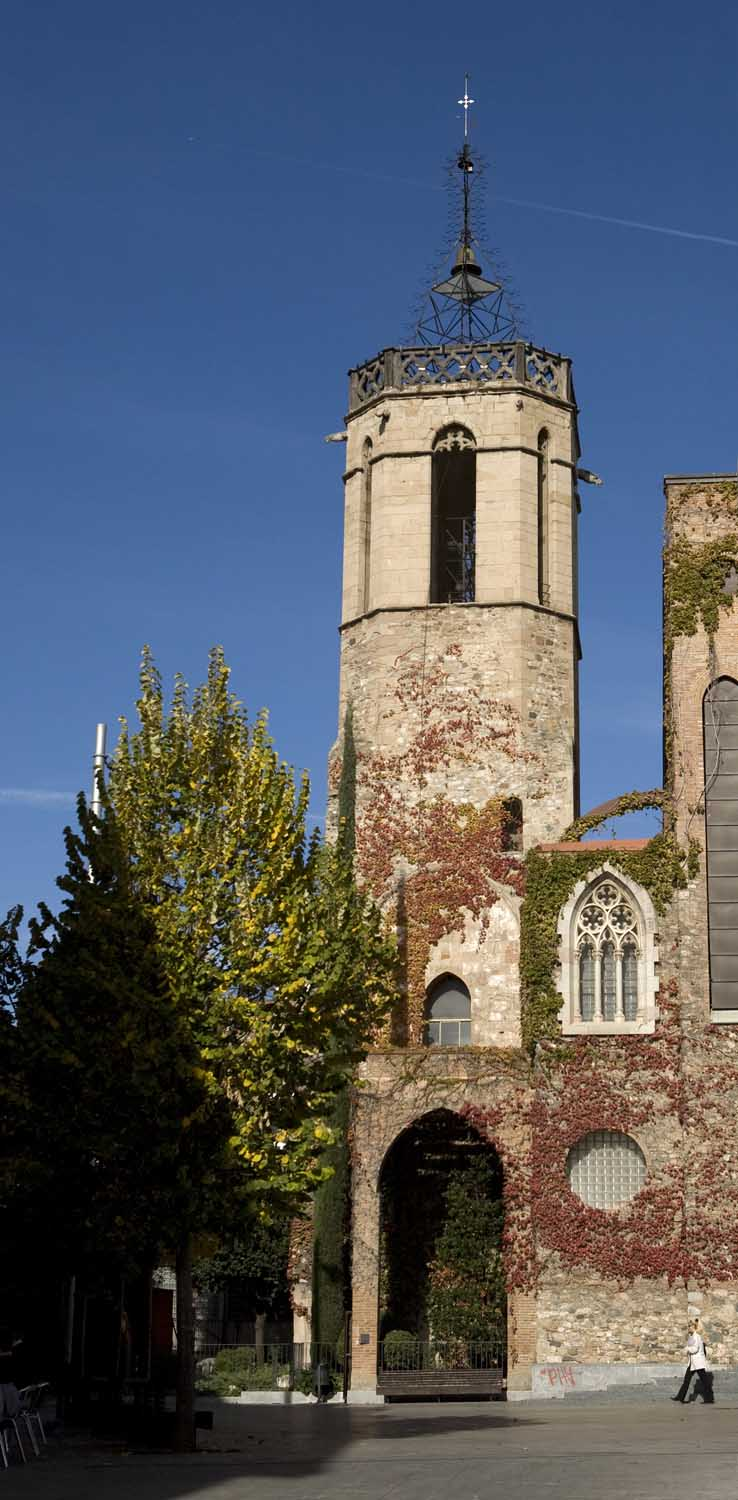
Vista del campanar de l'església parroquial de Sant Esteve

El Campanar de l'Església Parroquial de Sant Esteve de Granollers és una obra protegida com a bé cultural d'interès local. El campanar és l'única part que es conserva de l'Església gòtica, la qual s'enderrocà durant la Guerra Civil de 1936-1939. El campanar fou consolidat i restaurat en la dècada dels anys 1970. El Servei del Patrimoni Arquitectònic de la Diputació de Barcelona, el restaurà i consolidà l'any 1991.
D'una alçada de 34 metres, està format per tres cossos: el primer i més alt és de planta quadrada amb murs de paredat comú, el segon és de planta octogonal també de paredat i amb carreus a les cantonades. Pel que fa al tercer cos, separat del segon mitjançant una fina cornisa, es manté la planta octogonal amb murs de paredat carreuat, els buit de proporció vertical i arc lleugerament apuntat, amb traceria lobulada gòtica a l'intradós de l'arc. En la imposta de l'arrencada dels arcs també hi ha una cornisa. El conjunt està rematat per una coberta plana i coronat per una balustrada. Al capdamunt hi ha una estructura de ferro que suporta les campanes.
Respecte a les campanes, l’any 1873, durant la tercera guerra carlina, els republicans van fondre’n el bronze per fabricar canons. I durant la Guerra Civil de 1936 l’església va tornar a quedar sense campanes, quan la Sant Esteve, l'Antònia i les altres foren despenjades i llançades damunt les runes de l’església.

## Història

Retaule de Sant Esteve Protomàrtir

La primera referència documental de l'Església Parroquial de Sant Esteve és en un document del cartulari de Ripoll del 25 de juny de 972, però no es té constància que en quedi cap resta d'aquesta primitiva construcció. Ja és citada com a parròquia l'any 1001.
Entre els segles xi i xii, aquest edifici fou substituït per un altre, del qual se'n van trobar restes durant les excavacions fetes entre 1940 i 1942, quan s'inicià la construcció de l'Església actual. Aquesta segona església romànica, era d'una sola nau, d'uns 13 metres de llarg per 5,50 metres d'ample, amb absis semicircular orientat a llevant i la porta d'entrada a ponent, fet normal en les esglésies romàniques.
En els segles xv i xvi, damunt dels edificis romànics, es va construir un nou temple gòtic motivat pel mal estat de l'anterior i l'augment de la població, més gran (equivalents a l'actual) i en la mateixa orientació. El campanar, adossat a la part nord del mur oest de l'església, ja deuria estar construït a principi del segle xvi. Aquesta nova església mesurava 35 metres de llarg i 11 metres d'amplada, amb capelles laterals més baixes que la nau central. El temple gòtic tenia com a elements interiors més destacats l'altar del Roser (d'estil renaixentista barroc, datat el 1635), l'altar de Santa Llúcia (barroc xorigueresc), el de Sant Isidre (barroc), la creu processional del 1555, la custòdia del 1561 i el gran retaule de Sant Esteve (1497) a l'altar major, obra dels germans Pau i Rafael Vergós i continuada, a la mort del primer, per Rafael i el seu pare Jaume. Des del 1917 es conserva al Museu Nacional d'Art de Catalunya, venut a l'Ajuntament de Barcelona per tal de contribuir a sufragar la construcció del nou Hospital de Granollers.
Entre el segle xvii i el segle xviii, es construïren diverses capelles i la sagristia. La primera fou la capella del Roser, de principis del segle xvii. Al costat d'aquesta hi havia la capella de la Sang, que, probablement, havia estat una sagristia en altres temps. El 1744 hi ha notícies d’obres que s'estan fent per a la capella de la Verge dels Dolors, i es parla també d'una capella fonda o del Santíssim Sagrament.
Ja al segle xx, el 20 de juliol de 1936 durant la Guerra Civil Espanyola, es va incendiar l’església de Sant Esteve junt amb altres de la ciutat: la dels frares de Sant Francesc, la de la Mare de Déu de Montserrat, la de les germanes Carmelites i l’església de Sant Julià de Palou. També el Centre Catòlic, les escoles de Sant Josep i les capelles dels sants de barri. Mesos després de ser incendiada, i malgrat l’opinió en contra del director general de Patrimoni de la Generalitat, Jeroni Martorell, i d’un sector important de granollerins, l'Ajuntament de Granollers, tal com va explicar el regidor Rosell, va decidir enderrocar l’església de Sant Esteve, argumentant que permetria donar feina als obrers de la construcció. Entre els anys 1936 i 1937 la nau gòtica va ser totalment enderrocada i només en va quedar dempeus el campanar, gràcies principalment a la forta oposició esmentada. Cal destacar que no fou enderrocada degut a cap bombardeig durant la guerra, com es creu popularment.

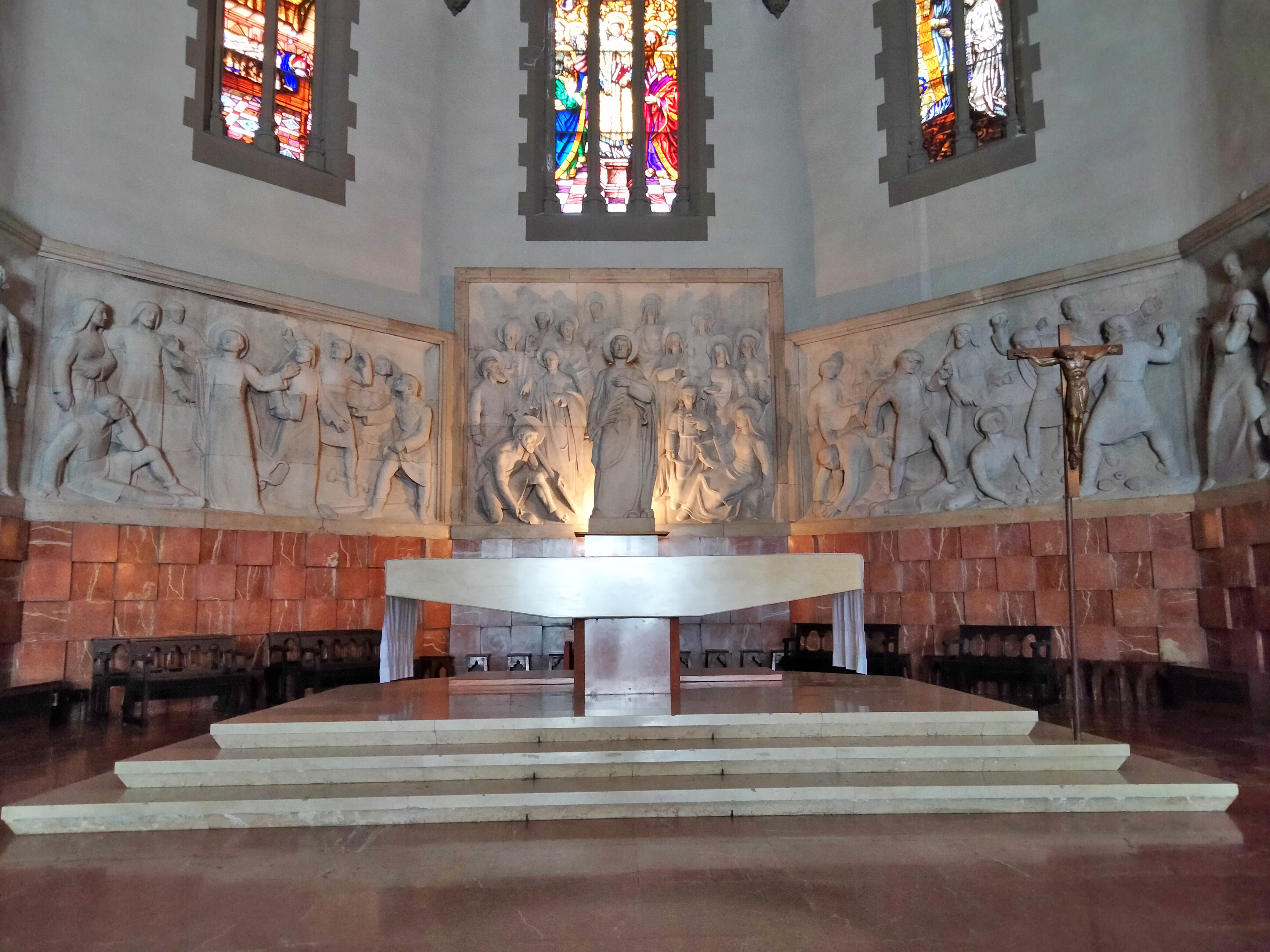
Altar major i retaule de Sebastià Badia

Acabada la guerra, l'arquitecte J. Boada i Barba va realitzar un projecte de construcció d'una església de nova planta. El 6 d'abril de 1941 es col·locà la primera pedra i el 25 d'agost del 1946 va tenir lloc la inauguració i la consagració. La decoració interior fou obra de Sebastià Badia, amb l'excepció dels vitralls, l'únic element que guarda relació amb l'antic temple. El campanar fou consolidat i restaurat en la dècada dels anys 1970. El Servei del Patrimoni Arquitectònic de la Diputació de Barcelona, el restaurà i consolidà l'any 1991. Durant les excavacions fetes entre el 1940 i el 1942, quan s'inicià la construcció de l'església actual, es va poder precisar l'àmbit de l'església romànica del segle xii, de la qual va restar intacte fins al 1936 un portal romànic, l'anomenat portal petit, quina imatge recolliria també Josep Salvany i Blanch l'any 1915. Aquesta església anava des de la ratlla del campanar fins a l'inici del presbiteri de l'església gòtica i fou aterrada a mesura que s'anava completant l'església gòtica. L'àmbit de l'església romànica i el de la gòtica eren als peus de l'església actual, entre el campanar, que era a l'esquerra de la porta principal, i el mur oposat al presbiteri, on ara hi ha la porta principal.
L'època de més esplendor fou als segles xvi-xvii-xviii, que corresponen al moment de creixença de la vila. El campanar és del segle xv i recorda als barcelonins de la plaça del Pi. El forjat que suporta el campanar és obra de Pidueta.